# Ernest Pillow
Ernest Pillow (* 14. Mai 1856 im Marshall County, Tennessee; † 8. Juni 1904 in Nashville, Tennessee) war ein US-amerikanischer Politiker. Zwischen 1895 und 1897 war er als Präsident des Staatssenats faktisch Vizegouverneur des Bundesstaates Tennessee, auch wenn dieses Amt formell erst 1951 eingeführt wurde.

## Werdegang
Nach einem Jurastudium und seiner Zulassung als Rechtsanwalt begann Ernest Pillow in diesem Beruf zu arbeiten. Gleichzeitig schlug er als Mitglied der Demokratischen Partei eine politische Laufbahn ein. Zwischen 1885 und 1889 war er Bundesstaatsanwalt für den mittleren Distrikt von Tennessee.
Im Jahr 1895 wurde er für zwei Jahre Mitglied und Präsident des Staatssenats. Damit war er Stellvertreter von Gouverneur Peter Turney und faktisch Vizegouverneur von Tennessee. Dieses Amt war bzw. ist in den meisten anderen Bundesstaaten verfassungsmäßig verankert; in Tennessee ist das erst seit 1951 der Fall. Er starb am 8. Juni 1904 in Nashville an Leberzirrhose, nachdem er zuvor ein Alkoholproblem hatte.